# Jeremy Senglin
Jeremy Senglin (Kansas City, Misuri, 24 de marzo de 1995) es un baloncestista estadounidense que pertenece a la plantilla del Śląsk Wrocław de la PLK polaca. Con 1,88 metros de estatura, juega en la posición de base.

## Trayectoria deportiva

### Universidad
Jugó cuatro temporadas con los Wildcats de la Universidad Estatal de Weber, en las que promedió 16,8 puntos, 3,2 rebotes y 2,8 asistencias por partido. En su primera temporada fue elegdo novato del año de la Big Sky Conference, mientras que en las dos últimas fue incluido en el mejor quinteto de la conferencia. En cuatro años con los Wildcats, rompió un récord que llevaba 37 años vigente como máximo anotador del equipo, acabando como el segundo máximo anotador de la historia de la Big Sky con 2.078 puntos. Batió también el récord de triples anotados de la conferencia, con 345.

### Profesional
Tras no ser elegido en el Draft de la NBA de 2017, fue invitado a jugar las Ligas de Verano de la NBA por los Brooklyn Nets, Allí jugó cuatro partidos, en los que promedió 7,0 puntos y 2,2 rebotes. En el mes de agosto firmó con los Nets para disputar la pretemporada, pero fue despedido en octubre. Finalmente acabó en su filial en la G League, los Long Island Nets.
En junio de 2019, tras pasar por el MHP Riesen Ludwigsburg alemán y el Nanterre 92 francés, firmó contrato con el MoraBanc Andorra de la liga ACB española. En su temporada en la Pro A francesa promedió 14,3 puntos, 3,2 asistencias y 2,4 rebotes por partido.
Tras su paso por el club andorrano, en julio de 2021 regresa el Nanterre 92, club en el que había militado anteriormente.
El 29 de julio de 2022, firma por el Urbas Fuenlabrada de la Liga Endesa.
El 1 de julio de 2023 fichó por el New Basket Brindisi de la Lega Basket Serie A italiana.
El 20 de agosto de 2024 fichó por el Śląsk Wrocław de la PLK polaca.